# Michael Holm
Michael Holm, egentligen Lothar Walter, född 29 juli 1943 i Stettin (i dåvarande Tyskland, i nuvarande Polen), är en tysk sångare, musiker, låtskrivare och producent.
Michael Holm är framförallt känd som schlagersångare. Hans största schlagerhits är Mendocino (1969), Barfuß im Regen (1970), Tränen lügen nicht (1974) och Musst Du jetzt gerade gehen, Lucille (1977). Efter att fått sin första listplacering 1962 med Lauter schöne Worte dröjde det till 1969 innan genombrottet kom med Mendocino som var det årets mest sålda singelplatta i Västtyskland. Hans sidenhalsduk kom att bli stilbildande i början av 1970-talet. Under samma period samarbetade Holm med Giorgio Moroder, bland annat som duo under namnet Spinach. De är även vänner privat och Holm har skrivit en låt med titeln Giorgio und ich. 1973 deltog Holm i Västtysklands schlagerfestival med två egna bidrag. 1975 skrev han texten till Joy Flemings låt Ein Lied kann eine Brücke sein.
År 2004 gjorde han albumcomeback med Liebt Euch!, hans första album sedan 1982. Han har arbetat mycket bakom kulisserna där han sedan lång tid skrivit texter, komponerat och producerat andra artister. Han var en av de drivande bakom det faktum att schlagern i Tyskland fick en pånyttfödelse i slutet av 1990-talet.

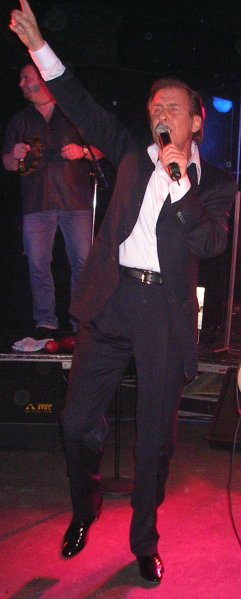
Michael Holm
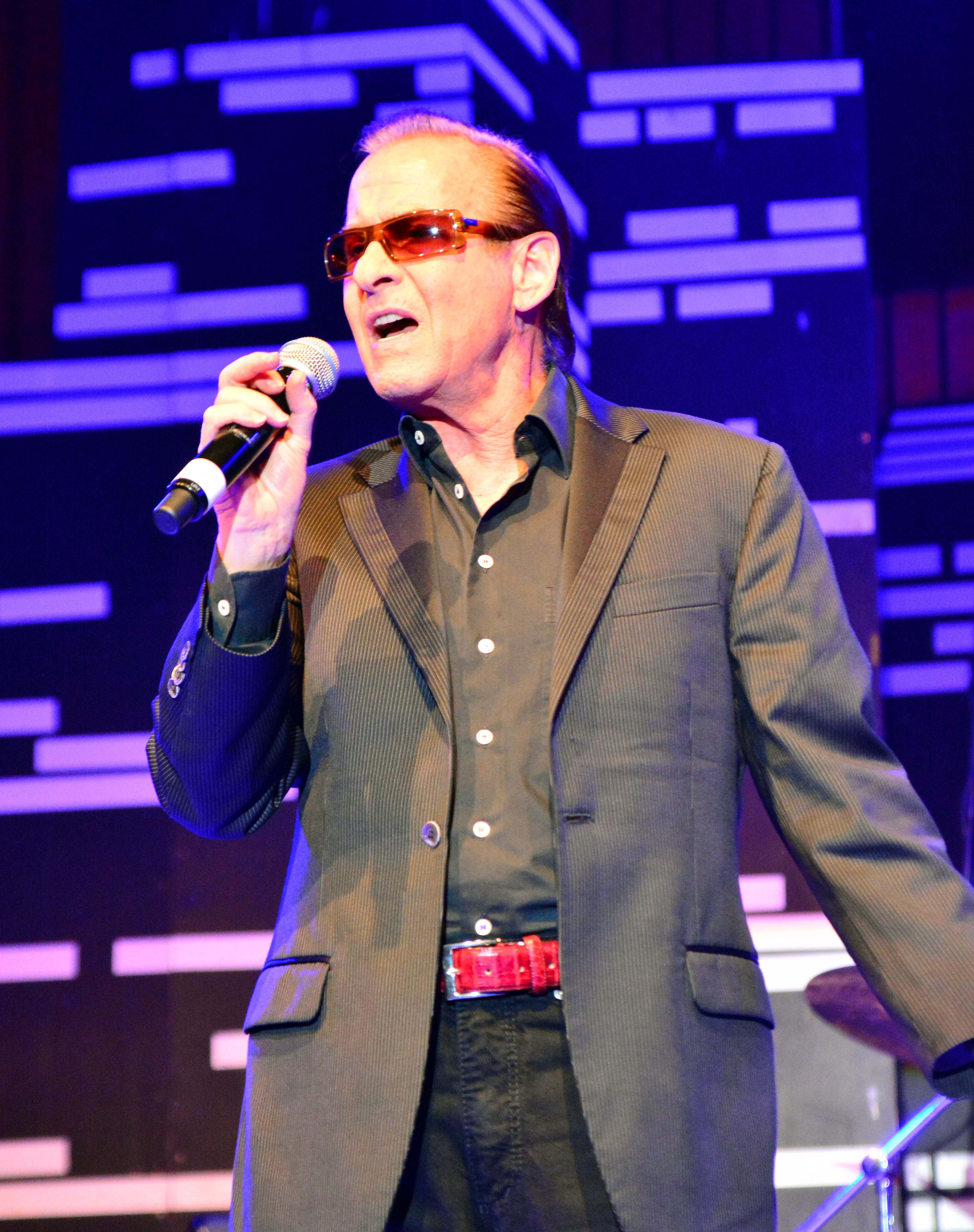
Michael Holm 2015